# 3767 ДіМаджіо
3767 ДіМаджіо (3767 DiMaggio) — астероїд головного поясу, відкритий 3 червня 1986 року.
Тіссеранів параметр щодо Юпітера — 3,360.